# بشیره، عراق
بشیره (به لاتین: Bashir) یک روستا در عراق است که در شهرستان کرکوک واقع شده‌است.